# Bombus
Bombus Latreille, 1802 è un genere di insetti imenotteri della famiglia Apidae, comunemente noti come bombi. È l'unico genere della tribù Bombini.
Allo stesso modo delle api, i bombi raccolgono il nettare e il polline per nutrizione. Sono tra gli insetti impollinatori più importanti e utili per l'ecosistema.

## Descrizione

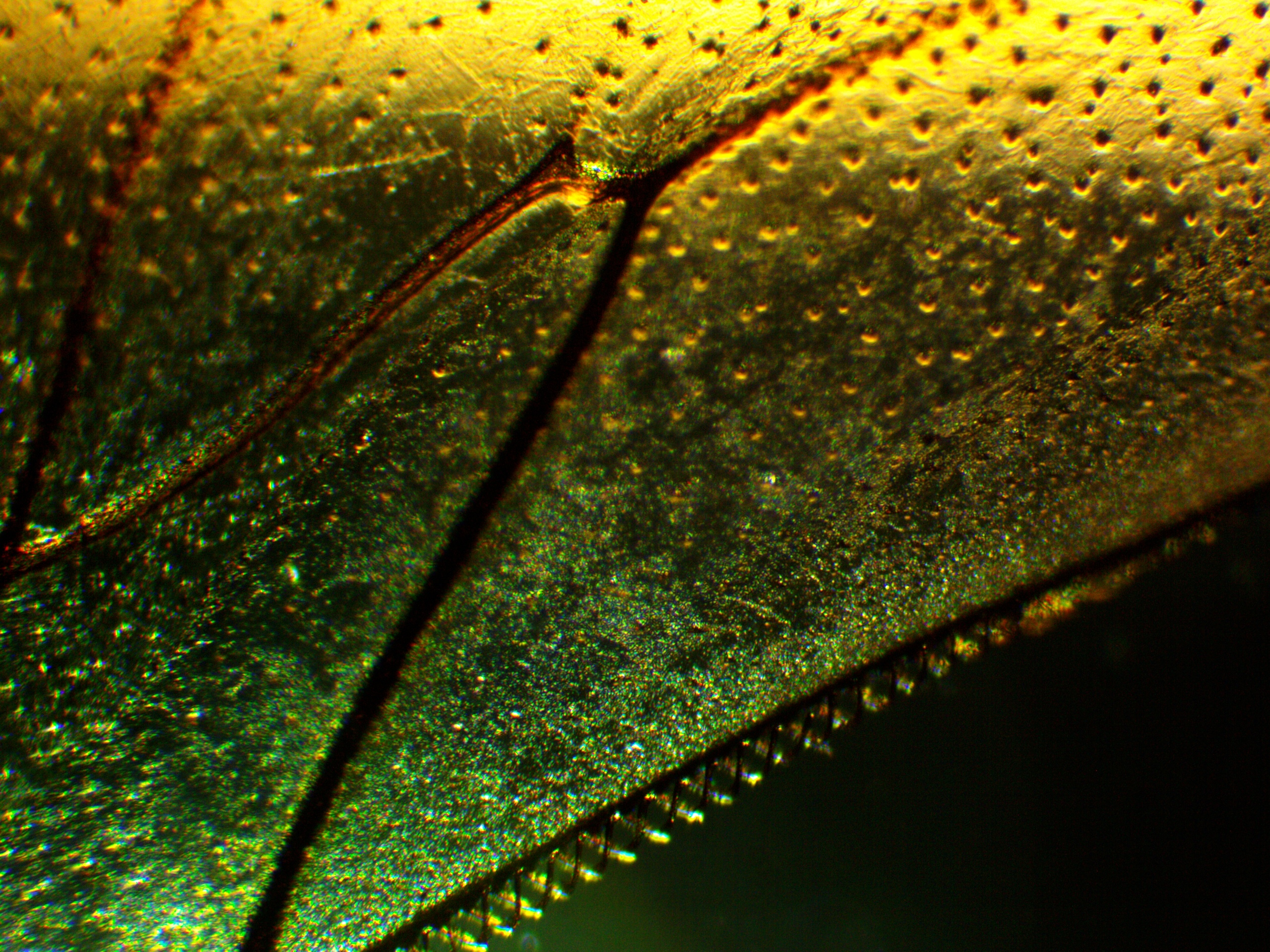
Bordo dell'ala di un Bombus pascuorum al microscopio

Generalmente più grandi delle comuni api, i bombi sono caratterizzati da una livrea gialla e nera, a bande di varia larghezza a seconda della specie; ne esistono delle specie tutte nere o con bande arancioni.
La principale caratteristica di questi imenotteri è la soffice peluria, detta pubescenza.
I bombi sono decisamente poco aggressivi; le regine e le operaie sono però in grado di pungere e il loro pungiglione, non avendo seghettatura (a differenza delle api mellifere), permette loro di pungere ripetutamente.

## Biologia
I bombi sono insetti sociali che vivono in piccole colonie formate da pochi esemplari e, tranne le femmine fecondate (le regine), non sopravvivono, generalmente, all'inverno. Tali femmine, dopo la morte della colonia, cercheranno un luogo riparato dove trascorrere i rigori della stagione invernale.
In primavera, la regina si sveglierà dal letargo e cercherà dei fiori per nutrirsi e fondare una nuova colonia. I nidi, in genere, vengono costruiti in piccole cavità nel terreno o negli alberi come tane abbandonate, tronchi cavi, fessure tra muri di pietra, ecc.
La regina provvederà a costruire una piccola cella di cera dalla caratteristica forma ad anfora nella quale depositerà alcune uova e che riempirà di cibo. Le prime uova daranno origine a femmine sterili (operaie) che si occuperanno della raccolta del polline e, unitamente alla regina, della costruzione di nuove celle.
Dalla metà dell'estate compaiono le prime femmine in grado di riprodursi. Queste deporranno uova non fecondate che daranno origine ai maschi. I maschi feconderanno le nuove femmine nate alla fine dell'estate le quali daranno vita alla colonia dell'anno seguente.
Tra i bombi esistono anche casi di parassitismo sociale, in cui la specie parassita depone le proprie uova tra quelle dell'ospite, affidando l'onere delle cure parentali alle operaie della specie ospite (B. barbutellus, B. insularis, B. vestalis).

### Nidi
I bombi costituiscono delle colonie simili a quelle delle api, anche se il numero di individui che compongono la comunità è sensibilmente inferiore, sia perché i bombi non creano colonie che durano più di una stagione, sia perché la femmina fecondata si limita a costruire un piccolo nido per l'inizio della comunità. Il numero di individui della comunità varia da un minimo di circa 50 bombi fino a un massimo di 300 individui (come nel caso del B. terrestris). Anche se nella maggior parte dei casi i bombi non conservano il loro nido per più di una stagione, alcune specie tropicali vivono nei loro nidi per alcuni anni e in questo caso le comunità possono diventare sensibilmente più grandi.
Al termine dell'estate, l'ultima generazione di bombi di un determinato nido annovera delle regine, le quali trascorreranno l'inverno in un posto sicuro e temperato, pronte a dar vita a una nuova colonia l'anno successivo. Le regine vivono in genere un anno, ma è possibile che specie tropicali siano anche più longeve. A fine estate, la regina della colonia perde il feromone con cui assegna alle altre la propria superiorità; nascono così individui fertili che depongono uova non fecondate che daranno poi origine ai maschi riproduttori che le feconderanno. La regina verrà divorata dalle operaie, le quali moriranno con l'arrivo dei primi freddi.

### Alimentazione

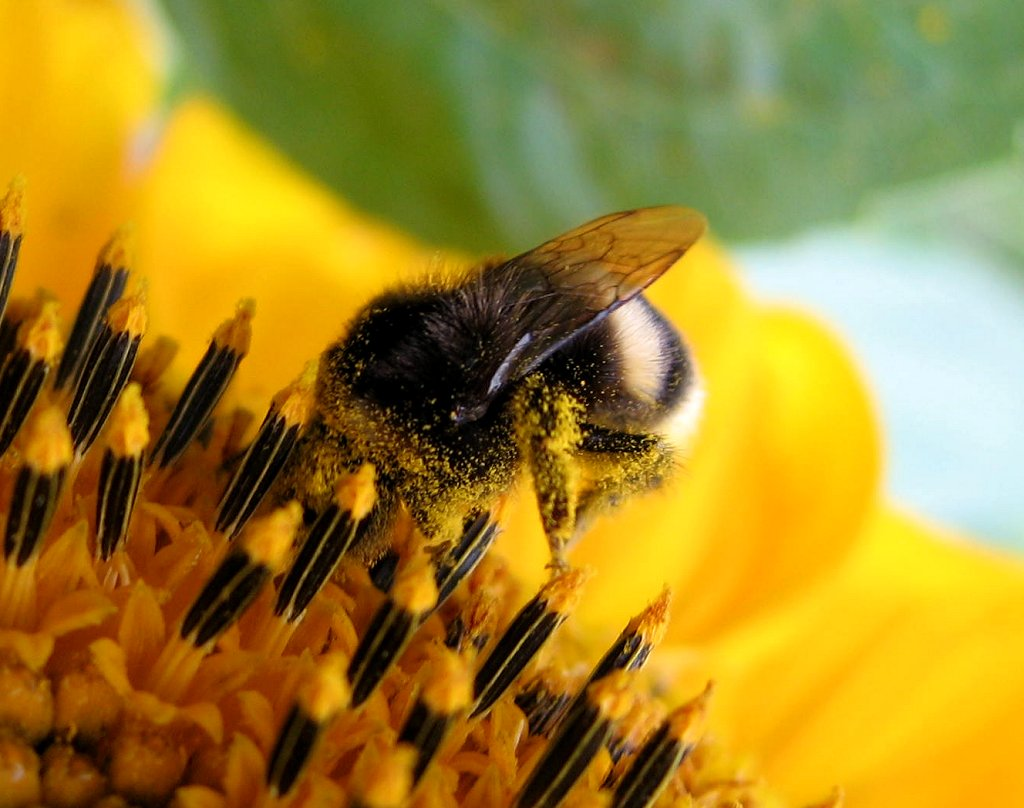
Bombo

I bombi si nutrono del nettare e del polline dei fiori che visitano. Estraggono il nettare dai fiori grazie alla loro lunga lingua e lo immagazzinano nel loro gozzo. Alcune specie di bombi (per esempio B. occidentalis e B. affinis) si comportano in maniera diversa e perforano il fiore alla base della corolla per accedere al nettare. In quest'ultimo caso il bombo non viene a contatto con il polline; queste specie ricevono comunque il polline da altri fiori nei quali sono costrette ad una visita normale.
Il polline è prelevato dai bombi sia in maniera accidentale, quando si stanno nutrendo del nettare e quindi si strofinano vicino ai pistilli dei fiori che stanno visitando, sia deliberatamente. Si accumula come polvere sul pelo dell'insetto che lo raccoglie poi nelle apposite tasche ai lati delle zampe (cestelle o corbicule).
Raccolti nettare e polline, i bombi ritornano al loro nido e li depositano in larghe celle per l'uso della comunità, o in celle chiuse come riserva. A differenza delle api i bombi accumulano un'esigua quantità di cibo sufficiente solo per alcuni giorni e sono quindi molto vulnerabili alle carestie. Anche se, dato che sono insetti opportunisti, la carenza di fiori è un problema meno grave di quanto non sia per una colonia di api. Il nettare è stivato dai bombi essenzialmente nella forma in cui è raccolto, a differenza delle api che lo disidratano ottenendo il miele. Si presenta dunque molto acquoso e viene raramente consumato dagli uomini.

### Il volo

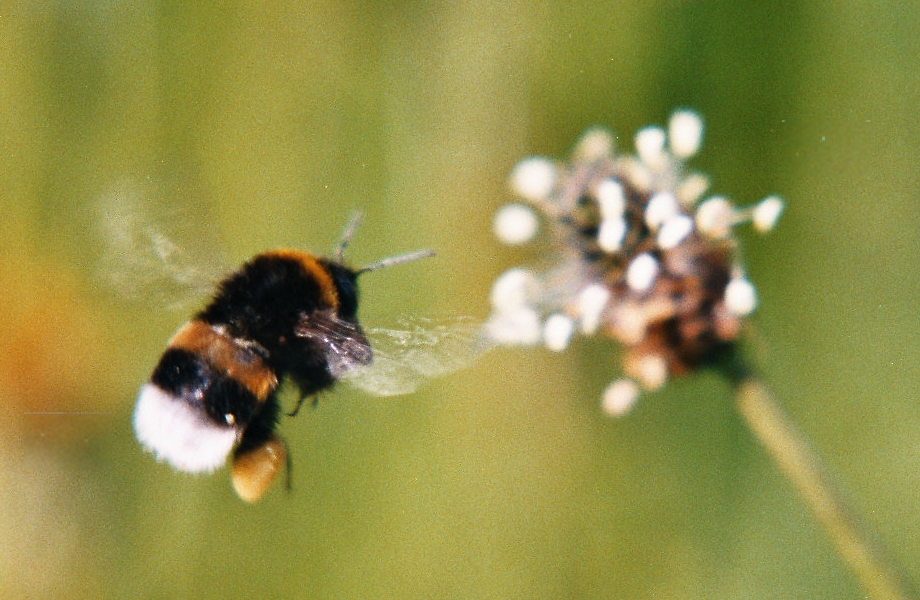
Bombo

Secondo una leggenda metropolitana del XX secolo, le leggi dell'aerodinamica non permetterebbero al bombo di volare per il fatto che non avrebbe una sufficiente superficie alare ed una sufficiente frequenza di battito d'ali per sostenere il proprio peso.
L'origine di tale credenza non è facile da rintracciare con certezza. John McMasters riportò un aneddoto riguardante un anonimo studioso svizzero di aerodinamica, il quale durante una festa eseguì alcuni calcoli approssimativi e concluse, presumibilmente scherzando, che tali equazioni dimostravano l'impossibilità di volare da parte del bombo. Successivamente, McMasters ha preso le distanze da tale origine, suggerendo che potrebbe esservi più di una fonte e che la più antica che egli fosse riuscito a trovare sarebbe un riferimento in un testo francese del 1934, Le vol des insectes (Il volo degli insetti) scritto dall'entomologo Antoine Magnan; in esso, l'autore applica le equazioni relative alla resistenza dell'aria agli insetti e ne ottiene che il loro volo sarebbe impossibile, ma aggiunge che «non ci si dovrebbe sorprendere del fatto che i risultati dei calcoli non coincidano con la realtà.»
Così Magnan nell'introduzione a Le Vol des Insectes:
Magnan si riferisce qui al suo assistente, il matematico André Sainte-Laguë.
I calcoli che proverebbero l'impossibilità di volare da parte del bombo sono basati su un trattamento lineare semplificato dei profili alari oscillanti. Tale metodo presume oscillazioni di bassa ampiezza senza separazione di flusso; ciò non tiene conto dello stallo aerodinamico, una separazione del flusso d'aria che induce un ampio vortice al di sopra dell'ala, il quale per breve tempo genera una portanza pari ad alcune volte quella del profilo alare durante il volo regolare. Un'analisi aerodinamica più complessa mostra come il bombo possa volare in quanto le sue ali incontrano uno stallo aerodinamico ad ogni ciclo di oscillazione.
Anche John Maynard Smith, un noto biologo con una forte preparazione in campo aerodinamico, ha sottolineato come i bombi non dovrebbero riuscire a mantenersi in volo, in quanto necessiterebbero di una quantità di energia eccessiva a causa della loro piccola superficie alare. In realtà, nel corso di esperimenti di aerodinamica con altri insetti lo stesso Smith trovò che la viscosità dell'aria vista dagli insetti, che sono di piccole dimensioni, faceva sì che persino le loro piccole ali potessero muovere un elevato volume di aria, e ciò riduce la quantità di energia necessaria a mantenersi in volo.

### Il ronzio
Un'altra caratteristica tipica dei bombi è il loro ronzio. Il loro volo è piuttosto "rumoroso" e in passato si pensava che il rumore fosse dovuto al battere incessante delle ali dell'insetto. In realtà il ronzio tipico di questo insetto è provocato dalla vibrazione dei muscoli del volo. Questo è possibile grazie al fatto che i muscoli non sono accoppiati alle ali, ma fanno vibrare l'intero addome dell'insetto, caratteristica che i bombi condividono con le api, e che sviluppano inoltre il calore necessario all'insetto per le sue funzioni biologiche: se il bombo ha freddo, "vibra" per riscaldarsi. Questo processo è particolarmente avvertibile nei bombi in quanto questi insetti devono riscaldarsi per poter volare, specialmente in caso di temperature ambientali particolarmente basse; l'interno del loro torace può raggiungere i 30° C.

## Distribuzione e habitat
I bombi si possono facilmente trovare nelle zone temperate (nelle zone più calde anche ad elevate altitudini), nelle zone tropicali e alcune sono in grado di resistere a temperature molto basse (Bombus polaris e Bombus arcticus) e vivere in zone dal clima freddo dove non sono presenti altri tipi di imenotteri. Una delle ragioni per cui ciò è possibile è che i bombi sono in grado di regolare la loro temperatura corporea grazie, anche, al loro meccanismo di "vibrazione" e ad un efficace sistema di raffreddamento per irraggiamento dall'addome (eterotermia). Tali capacità sono state riscontrate anche in alcuni altri insetti.

## Status e conservazione
Vista la continua distruzione del loro habitat e la loro sensibilità agli insetticidi e ai fitofarmaci, il numero di questi utilissimi imenotteri è in continuo calo.

## Uso in agricoltura
I bombi sono utilizzati sempre più spesso in agricoltura per l'impollinazione di molte piante da frutto e ortaggi. Molto spesso solo i bombi sono in grado di impollinare efficacemente alcune piante, come il pomodoro, che altrimenti risulterebbero molto difficili da impollinare. Sempre più produttori si attrezzano creando appositi spazi nelle serre per ospitare delle arnie di bombi in modo da aumentare la resa della coltivazione. Essendo però i bombi molto sensibili ai fitofarmaci ed agli insetticidi, è necessario utilizzarli in colture dove l'uso di queste sostanze è ridotto al minimo o mancante del tutto.
L'utilizzo dei bombi è limitato all'impollinazione poiché essi, non sopravvivendo all'inverno, accumulano scarse quantità di miele e non sono quindi utilizzati per tale produzione.

## Tassonomia
Descritto da Pierre André Latreille nel 1802, il genere Bombus comprende oltre 250 specie, suddivise in 38 sottogeneri.

Le specie presenti in Europa sono:
- B. alpinus (Linnaeus, 1758)
- B. argillaceus (Scopoli, 1763)
- B. armeniacus Radoszkowski, 1877
- B. balteatus Dahlbom, 1832
- B. barbutellus (Kirby, 1802)
- B. bohemicus Seidl, 1838
- B. brodmannicus Vogt, 1909
- B. campestris (Panzer, 1801)
- B. cingulatus Wahlberg, 1854
- B. confusus Schenck, 1859
- B. consobrinus Dahlbom, 1832
- B. cullumanus (Kirby, 1802)
- B. deuteronymus Schulz, 1906
- B. distinguendus Morawitz, 1869
- B. flavidus Eversmann, 1852
- B. fragrans (Pallas, 1771)
- B. gerstaeckeri Morawitz, 1881
- B. haematurus Kriechbaumer, 1870
- B. hortorum (Linnaeus, 1761)
- B. humilis Illiger, 1806
- B. hyperboreus Schoenherr, 1809
- B. hypnorum (Linnaeus, 1758)
- B. inexspectatus (Tkalcu, 1963)
- B. jonellus (Kirby, 1802)
- B. laesus Morawitz, 1875
- B. lapidarius (Linnaeus, 1758)
- B. lapponicus (Fabricius, 1793)
- B. lucorum (Linnaeus, 1761)
- B. magnus Vogt, 1911
- B. maxillosus Klug, 1817
- B. mendax Gerstaecker, 1869
- B. mesomelas Gerstaecker, 1869
- B. mlokosievitzii Radoszkowski, 1877
- B. modestus Eversmann, 1852
- B. monticola Smith, 1849
- B. mucidus Gerstaecker, 1869
- B. muscorum (Linnaeus, 1758)
- B. norvegicus (Sparre-Schneider, 1918)
- B. pascuorum (Scopoli, 1763)
- B. perezi Schulthess-Rechburg, 1886
- B. polaris Curtis, 1835
- B. pomorum (Panzer, 1805)
- B. pratorum (Linnaeus, 1761)
- B. pyrenaeus Perez, 1879
- B. quadricolor (Lepeletier, 1832)
- B. ruderarius (Müller, 1776)
- B. ruderatus (Fabricius, 1775)
- B. rupestris (Fabricius, 1793)
- B. schrencki Morawitz, 1881
- B. semenoviellus Skorikov, 1910
- B. serrisquama Morawitz, 1888
- B. shaposhnikovi Skorikov, 1910
- B. sichelii Radoszkowski, 1859
- B. soroeensis (Fabricius, 1777)
- B. subterraneus (Linnaeus, 1758)
- B. sylvarum (Linnaeus, 1758)
- B. sylvestris (Lepeletier, 1832)
- B. terrestris (Linnaeus, 1758)
- B. vestalis (Geoffroy, 1785)
- B. veteranus (Fabricius, 1793)
- B. vorticosus Gerstaecker, 1872
- B. wurflenii Radoszkowski, 1859

Nel territorio italiano sono note 43 specie di Bombus.

### Alcune specie

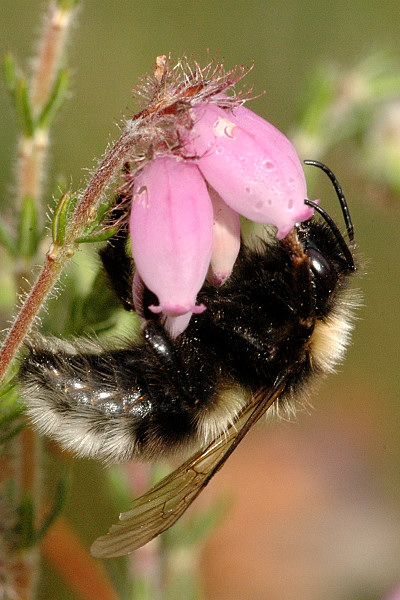
Bombus barbutellus
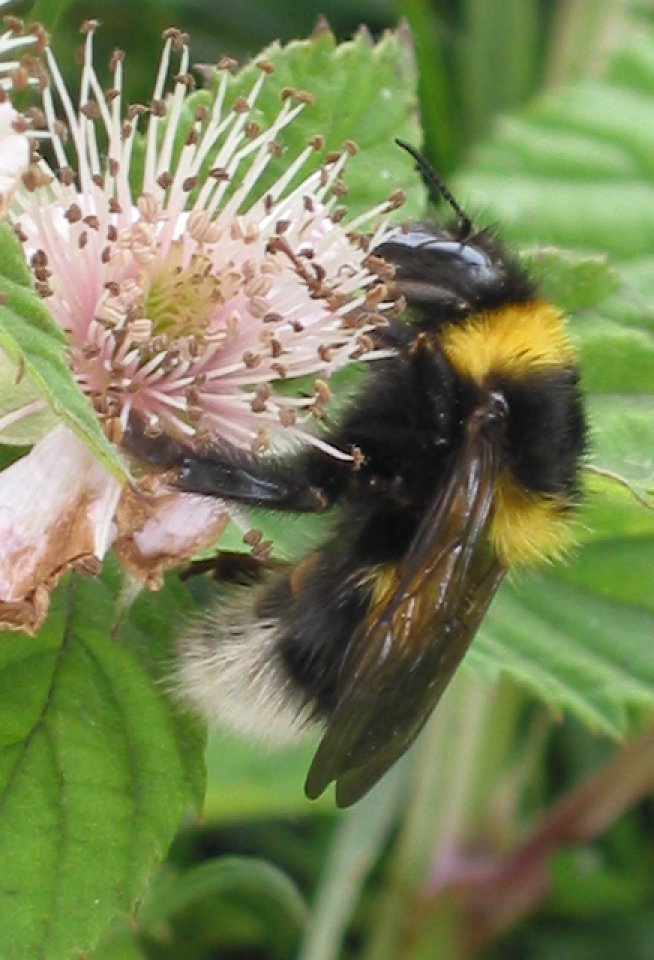
Bombus hortorum
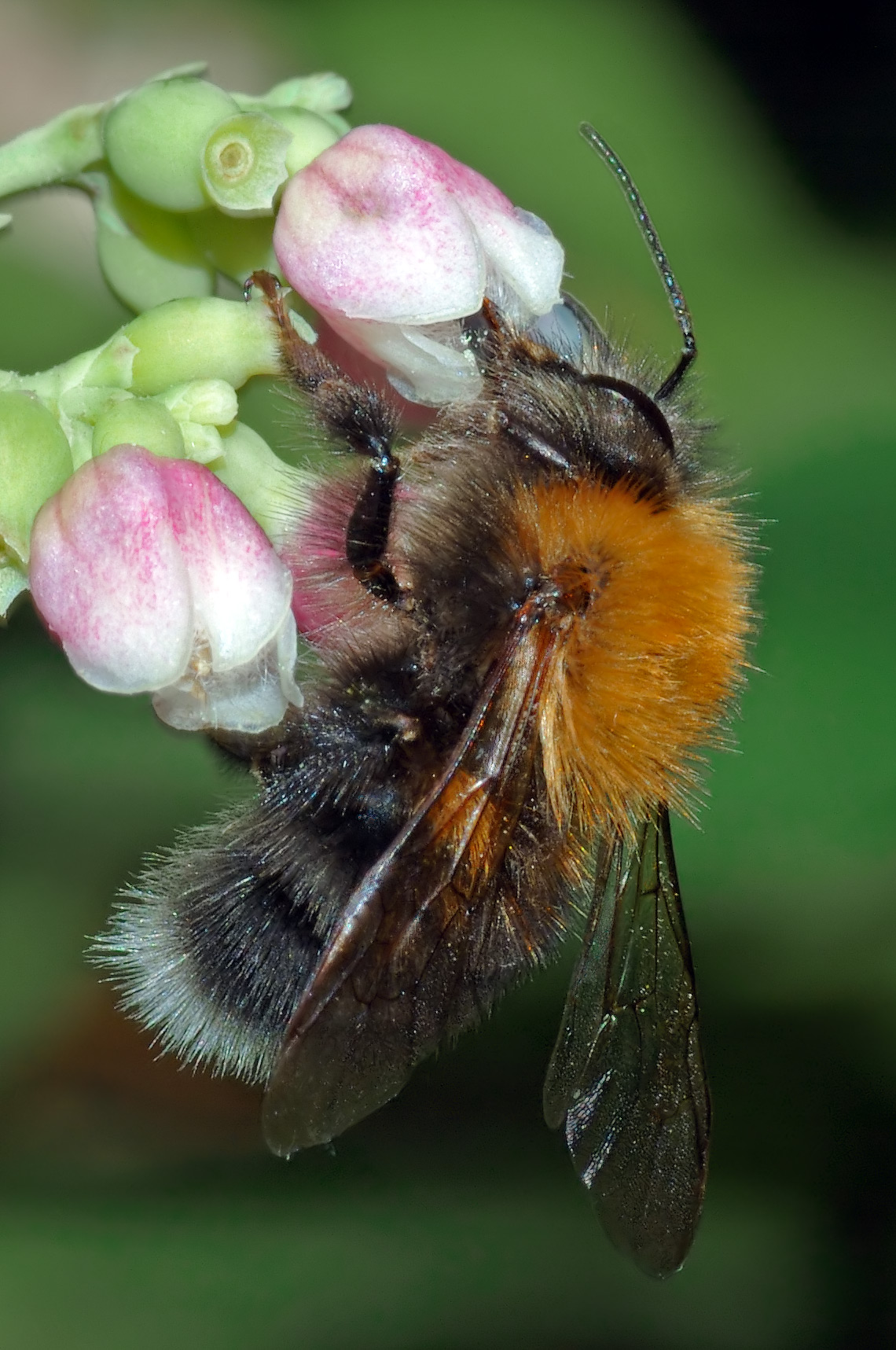
Bombus hypnorum
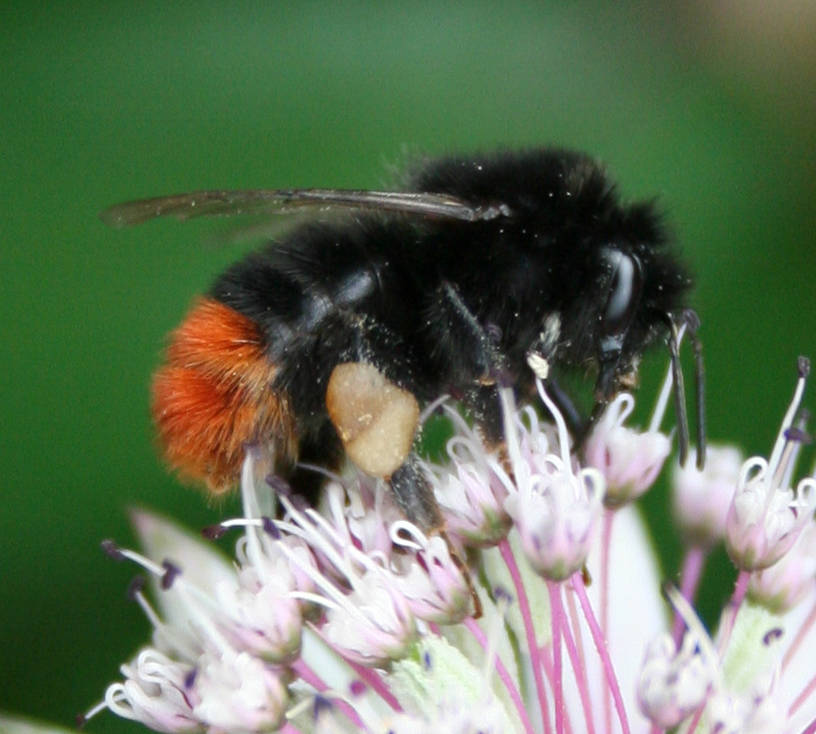
Bombus lapidarius
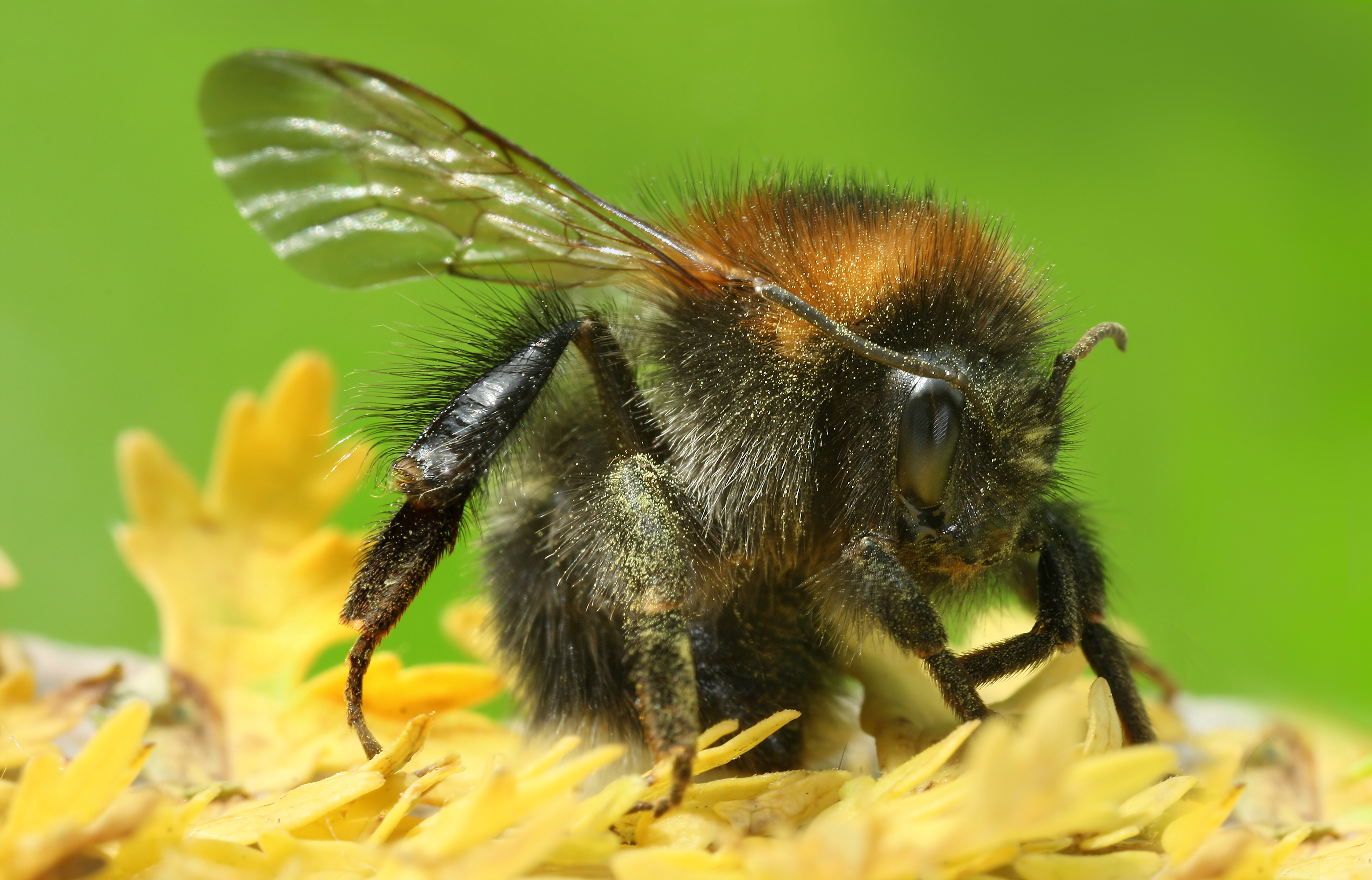
Bombus pascuorum
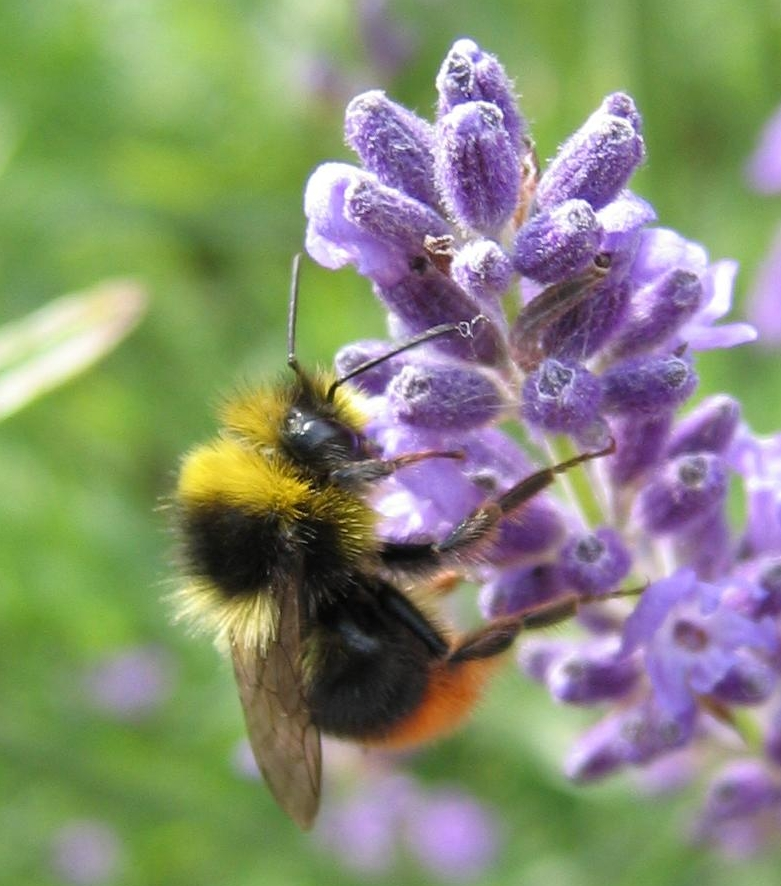
Bombus pratorum
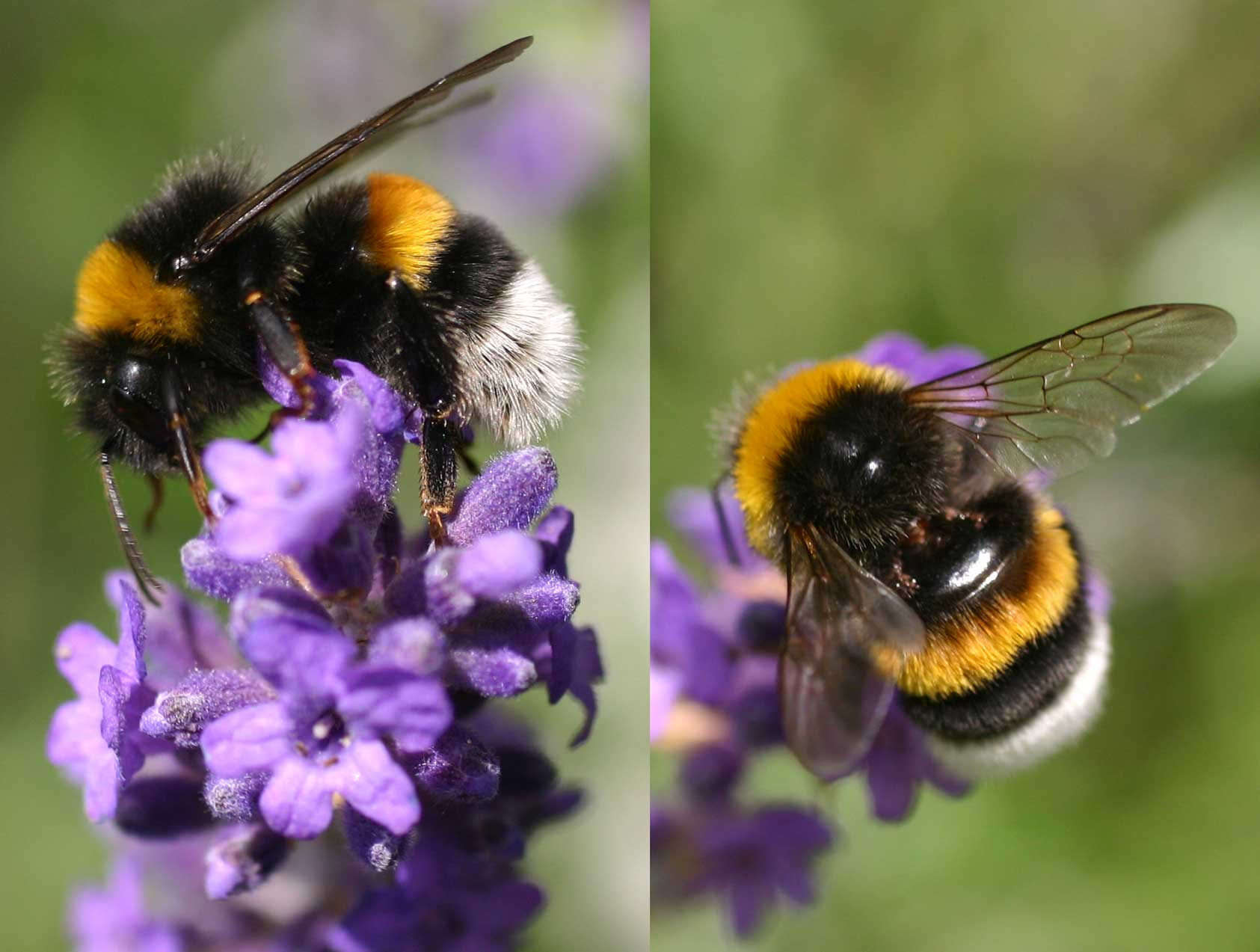
Bombus terrestris
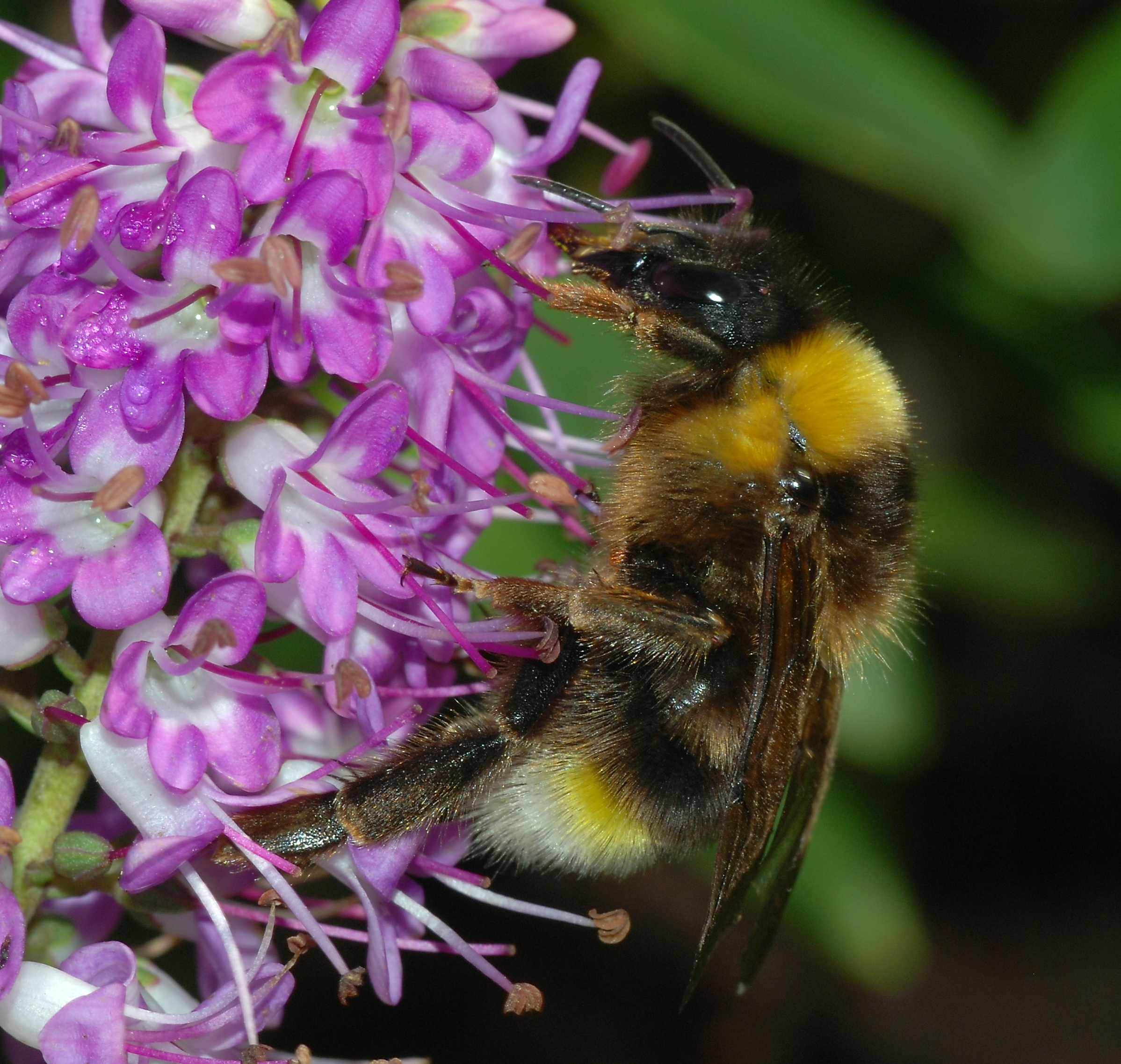
Bombus vestalis